# Zitronenblättriger Täubling
Der Zitronenblättrige Täubling  (Russula sardonia, Syn.: Russula drimeia) ist eine Pilzart aus der Familie der Täublingsverwandten (Russulaceae). Es ist ein mittelgroßer, festfleischiger Täubling mit einem purpurvioletten Hut und lebhaft zitronengelben Lamellen. Sein Sporenpulver ist creme- bis blass ockerfarben. Er schmeckt sehr scharf und kommt vom Sommer bis Herbst unter Kiefern auf sauren Böden vor. Weitere Namen für diesen Pilz sind Tränentäubling und Säufernase. Tränentäubling heißt er, weil seine Lamellen in der Lage sind bei Feuchtigkeit Wassertropfen auszuscheiden, die dann wie Tränen aussehen. Der Begriff Säufernase geht auf seinen violettrot überlaufenden Stiel zurück. Das aus dem Griechischen abgeleitete Artattribut (Epitheton) sardonia bedeutet bitter oder scharf.

## Merkmale

### Makroskopische Merkmale
Der Hut ist 4–10 cm breit. Er ist gewöhnlich purpurrot bis violett gefärbt, kann auch bräunlich oder ganz olivgrün bis gelblich sein. Normalerweise ist er zur Mitte hin dunkler bis nahezu schwarz gefärbt. Der Hut ist jung konvex, dann ausgebreitet und im Alter niedergedrückt. Mitunter kann er auch einen flachen Buckel haben. Die Huthaut ist anfangs klebrig und fühlt sich trocken und fettig an.
Die Lamellen sind anfangs zitronengelb, später hell ockergelb. Sie sind am Stiel angewachsen bis leicht herablaufend. Sie sind schmal, 4–7 mm hoch, stehen meist recht dicht und sind oft gegabelt. Bei feuchter Witterung scheiden die Lamellen oft Wassertropfen aus. Das Sporenpulver ist creme- bis buttergelb.
Der Stiel ist 3–8 cm lang und 1–2 cm breit. Er ist glatt und sehr fest, im Alter auch schwammig. Er ist trüb violettrot überlaufen und bereift.
Die Lamellen verfärben sich mit Ammoniak schwach rosa. Das Fleisch ist weißlich bis gelblich und unter der Huthaut auch rosa gefärbt. Es ist meist sehr fest und schmeckt brennend scharf. Der Geruch ist fruchtig obstartig. Das Hutfleisch reagiert mit FeSO4 lachsrosa und mit Guajak grün. Phenol verfärbt das Fleisch weinrötlich und Ammoniak lachsrosa.

### Mikroskopische Merkmale
Die Sporen sind rundlich bis  breitelliptisch und 7–9 µm lang und 6–8 µm breit. Die kurzstacheligen bis stumpfkegeligen Warzen werden bis zu 0,5 µm hoch und sind durch Grate oder feine Linien miteinander zu einem nur schwach entwickelten Netzwerk verbunden. Die 38–52 µm langen und 10–11 µm breiten Basidien sind keulig bis bauchig und tragen je vier Sterigmen.
Die 38–100 µm langen und 6–11 µm breiten Cheilozystiden sind mehrheitlich spindelförmig und an der Spitze appendikuliert, das heißt, sie tragen ein kleines Anhängsel. Die 55–130 µm langen und 7–12 µm breiten Pleurozystiden sehen ähnlich aus. Alle Zystiden sind unseptiert und zahlreich. Sie färben sich mit Sulfobenzaldehyd grauschwarz an und reagieren ebenso stark mit Sulfovanillin.
Die Huthaut besteht aus zylindrischen bis etwas kopfigen, teilweise welligen haarartigen 2,5–4 µm breiten Hyphen. Die Hyphenwände sind schwach gelatinisiert. Zwischen den Hyphen findet man zylindrische, teilweise septierte und am oberen Ende eingeschnürte Pileozystiden. Diese sind 3–5 µm breit und färben sich mit Sulfobenzaldehyd wie die Zystiden der Lamellen grauschwarz an.

## Artabgrenzung
Der nahe verwandte und ebenso scharf schmeckende Stachelbeer-Täubling (Russula queletii) wächst ebenfalls im Nadelwald, aber bevorzugt unter Fichten (Picea). Er riecht angenehm fruchtig mit einem deutlichen Anklang an Stachelbeerkompott. Sein Hut ist meist heller und violettrot gefärbt. Er ist weniger festfleischig, hat weißlich blasse Lamellen und isoliert-warzige Sporen.
Der sehr seltene Wolfs-Täubling (Russula torulosa) wächst ebenfalls in Kiefernwäldern. Er riecht stark nach rohem Apfel und schmeckt weniger scharf. Er hat immer weißliche bis cremefarbene, nie zitronengelbe Lamellen; seine NH4-Reaktion auf Fleisch und Lamellen ist negativ. Außerdem hat er breitere Pileozystiden.
Der Jodoformtäubling (Russula turci) wächst ebenfalls im Kiefernwald, oft gemeinsam mit dem Zitronenblättrigen Täubling. Er ist in der Hutfärbung ähnlich – man kann ihn aber sofort am weichen Fleisch, den ockergelben Lamellen sowie dem weißen Stiel, der an der Basis nach Jodoform riecht, erkennen. Er schmeckt mild und ist essbar.
Ein weiterer ähnlicher Täubling ist der Heimtückische Täubling. Auch er ist ein Nadelwaldpilz, der sowohl bei Fichten als auch bei Kiefern wächst. Seine Früchtkörper haben einen typischen Zedernholzgeruch sowie creme- bis ockerfarbene Lamellen und ockerfarbenes Sporenpulver.

## Ökologie
Der Zitronenblättrige Täubling ist ein Mykorrhizapilz der Kiefer.
Man findet ihn daher meist in Weißmoos- und Salbeigamander-Sandkiefernwäldern sowie in bodensauren Ausprägungen des Wintergrün-Kiefern-Steppenwaldes oder in Kiefernforsten. Unter eingestreuten Kiefern findet man den Täubling aber auch in bodensauren Eichenmischwäldern, Hainsimsen-Buchenwäldern und den entsprechenden Hainbuchen-Eichenwäldern. Gelegentlich kann man ihn auch in sauren Ausprägungen des Waldmeister-Buchenwaldes finden.
Der Pilz kommt auf trockenen bis mäßig frischen, sauren, nährstoffarmen und weitgehend kalk- und stickstofffreien Böden vor. Man findet in auf rohhumus- bis moderreichen, kiesig-sandigen oder lehmigen Böden, wie Rankern, Regosolen, Braun- und Parabraunerden, sowie Podsolen.
Die Fruchtkörper erscheinen einzeln oder gesellig von August bis in den Spätherbst. An geeigneten Standorten ist der Täubling meist sehr häufig.

## Verbreitung

Europäische Länder mit Fundnachweisen des Zitronenblättrigen Täublings.
Legende:
Länder mit Fundmeldungen
Länder ohne Nachweise
keine Daten
außereuropäische Länder

Der Zitronenblättrige Täubling ist eine holarktische Art, die in Asien (Kaukasus), auf den Azoren, Nordamerika (USA) und Europa vorkommt. In Europa ist die Art (sub)meridional bis boreal verbreitet.
Die Art kommt wohl auch in Osteuropa vor, es gibt aber keine Belege. Der Täubling kommt vorwiegend im Flach- und Hügel- und im unteren Bergland vor. Über 800 m NN wird die Art rasch selten und bleibt in der boreal subalpinen Stufe schließlich ganz aus. Ansonsten ist der Zitronenblättrige Täubling in Deutschland recht häufig.

## Systematik
Der Zitronenblättrige Täubling bekam 1838 seinen wissenschaftlichen Namen vom schwedischen Mykologen Elias Magnus Fries. Allerdings war seine Art nur sehr ungenau definiert, sodass die Art bald als Sammelart für eine ganze Reihe von Täublingsarten diente. Daher wurde die Art 1881 von M.C. Cooke als Russula drimeia neu beschrieben. Auch Rolf Singer beschreibt die Art als Russla chrysodacryon 1923 neu. Wahrscheinlich ist auch die von William Alfonso Murrill im Jahr 1938 beschriebene Art Russula emeticiformis ein Synonym. Die von Singer 1923 beschriebenen Form Russula sardonia f. queletii hingegen ist ein Synonym für den Stachelbeer-Täubling.

### Infragenerische Systematik
Innerhalb der Untergattung Eurussula wird der Zitronenblättrige Täubling in die Sektion Sanguinae gestellt. Die Sektion vereint mittelgroße, meist derbfleischige Arten mit scharfem Geschmack und creme-ockerfarbenem Sporenstaub. Die Hutfarbe ist meist rötlich bis violett. Nahe verwandte Arten sind der Blut-Täubling und der Stachelbeer-Täubling. Auch der sehr seltene Wolfs-Täubling gehört in diese Gruppe.

### Varietäten
Es wurde eine ganze Reihe von verschiedenen Formen und Varietäten beschrieben:
| Varietät                               | Autor   | Beschreibung |
| -------------------------------------- | ------- | --- |
| Russula sardonia f. viridis            | Singer  | Der 3–8 (10) cm breite Hut ist mehr oder weniger grünlich gefärbt oder lebhaft gelbgrün mit einem weißlichen Rand. Die Huthaut ist schwach geädert und manchmal olivlichgrau marmoriert. Der Stiel ist weiß bis verwaschen grünlich. Der Fruchtkörper kann manchmal völlig weißlich oder mehr oder weniger bronzefarben sein. Die mikroskopischen Eigenschaften und der Standort entsprechen dem Typ. |
| Russula sardonia var. pseudorrhodopoda | Romagn. | Unterscheidet sich vom Typ durch den schwarz-purpurroten Hut. Das Fleisch und die Lamellen sind nicht gelblich und die Ammoniakreaktion ist nur schwach ausgeprägt. |
| Russula sardonia var. mellina          | Melzer  | Blassgelber bis honiggelber Täubling mit 9 (12) cm breitem Hut. Der Stiel ist wenig oder gar nicht rot überhaucht und gleicht im Übrigen dem Typus. Das Fleisch hat einen leicht zitronengelben Schimmer. Die mikroskopischen Eigenschaften entsprechen dem Typ. Die Varietät tritt häufig zusammen mit dem Typ auf.                                                                                  |

## Bedeutung
Der Zitronenblättrige Täubling ist, zumindest wenn er roh genossen wird, leicht giftig. Die Vergiftungssymptome sind Durchfall, Erbrechen und Darmkrämpfe.